# جوائز فلايانو

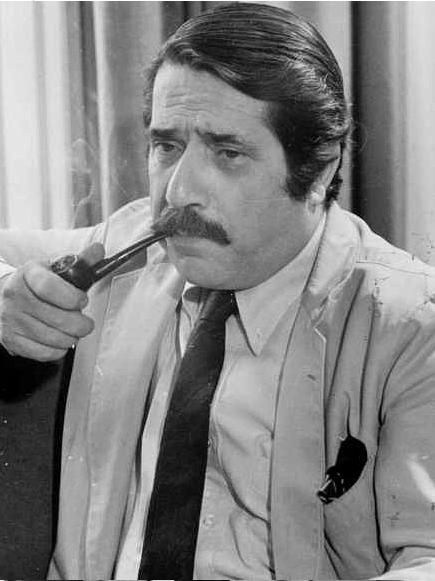
الكاتب الإيطالي إنيو فلايانو في سيتنيات القرن الماضي

جوائز فلايانو (بالإيطالية: Premi Flaiano)‏ هي مجموعة من الجوائز الإيطالية الدولية التي تعترف بالنجاحات في مجال الكتابة الإبداعية والسينما والمسرح والإذاعة والتلفزيون.   تم إنشاء الجوائز لتكريم المؤلف وكاتب السيناريو الإيطالي إنيو فلايانو (1910-1972) ، وتم منح الجوائز سنويًا منذ عام 1974 في Teatro Monumentale Gabriele D'Annunzio في بيسكارا ، مسقط رأس Flaiano في Abruzzo ، وكذلك D'Annunzio's.
منذ عام 2001 ، أصبح قسم السينما مهرجانًا سينمائيًا حقيقيًا ، يتكون من العديد من الفعاليات والأفلام المختارة المعروضة في دور السينما في جميع أنحاء المدينة ومفتوحة لعامة الناس. مهرجان Flaiano Film Festival هو أحد المهرجانات السينمائية الدولية في إيطاليا. يستمر المهرجان لمدة شهر واحد (بين يونيو ويوليو من كل عام) ، مع عرض الأفلام في المنافسة وخارج المنافسة ، مما يسمح بمشاركة آلاف المتفرجين. يتم إغناء المهرجان بالعديد من المهرجانات الصغيرة كل عام وينقسم إلى عدة أقسام يتم إعطاء جوائز لها. وتشمل أفضل فيلم ، وأفضل فيلم أجنبي ، وممثلين من الذكور والإناث ، ومخرج ، ومصور ، وتحرير ، وموسيقى تصويرية ، وتصميم وأزياء. يتم منح جائزة لجنة التحكيم الخاصة ، وأفضل فيلم في البداية وأيضًا جائزة carriera المميزة. أعلى جائزة تم منحها هي الميدالية الذهبية Flaiano للفيلم وهي مخصصة لكتاب الفيلم والمخرجين وفناني الأداء والنقاد الإيطاليين والأجانب.

## الفائزون بالجائزة

### جائزة أدبية
- 1976: إيما جياماتي ، ريناتو مينور
- 1977: جوفريدو باريزي
- 1978: جويدو سيرونيتي
- 1979: ماريو براز
- 1980: ماريو سولداتي
- 1981: روبرتو ريدولفي
- 1982: كارلو بيتوتشي ، بيترو سيتاتي
- 1983: ميمي زورزي ، جينو باكيتي
- 1984: أنطونيو التومونتي ، جيسوالدو بوفالينو
- 1985: فرانشيسكو بوردين ، رافاييل لا كابريا
- 1986: بييرو كيارا وباولو باربارو وماريو ريغوني ستيرن
- 1987: جيان لويجي بيتشولي ، فرانكا روسي ، جايتانو أفيلترا
- 1988: لورنزو موندو ، جورجيو سوافي
- 1989: ماريا كورتي ، فروتيرو ولوسينتيني
- 1990: لويجي ماليربا ، كلاوديو ماجريس
- 1991: جون بانفيل ، فرانشيسكا سانفيتال، أنطونيو تابوكي ، أنطونيو Cibotto
- 1992: بيتر هاندكه ، جوليانا مورانديني ، خوسيه ساراماغو
- 1993: جان ماري غوستاف لو كليزيو ، دومينيكو ريا ، لويس سيبولفيدا
- 1994: مانويل فاسكيز مونتالبان ، ماري ندياي ، جوزيبي بونتيجيا
- 1995: دانييل ديل جوديس ، آلان فولسوم ، جوستين غاردر
- 1996: إنزو بيتيزا ، باولو كويلو ، طاهر بن جلون ، دانيال بيناك ، أبراهام بييهوشوا ، كين سارو ويوا (في ذاكرته)
- 1997: توم كلانسي ، داسيا ماريني ، باتريك روبنسون
- 1998: أندريا كاميليري ، دانيال شافاريا ، إيان ماك إيوان
- 1999: فينسينزو كونسولو ، إدويدج دانتيكات ، ماكس جالو
- 2000: أليكس جارلاند ، خافيير مارياس ، دانيال بيكولي ، فابريزيا راموندينو
- 2001: ميشيل ديسبورديس ، باتريك ماكغراث ، روبرتو بازي
- 2002: بيتر كاري ، سيلفانا جراسو ، بير أولوف إنكويست
- 2003: جون كرولي ، أنطونيو مونوز مولينا ، هاري موليش ، إليزابيتا راسي ، نيكولاج سباسكيج
- 2004: عزيز شواكي ، باولو دي ستيفانو ، ديفيد غروسمان
- 2005: ألبرتو بيفيلاكوا ، جياني سيلاتي ، داسيا ماريني ، رافاييل نيجرو ، دومينيكو ستارنوني
- 2006: رافاييل لا كابريا ، أمارا لاخوس ، إنريكي فيلا ماتاس
- 2007: هشام مطر
- 2008: ألبرتو أرباسينو ، إسماعيل كاداري ، أليس مونرو
- 2009: إيرالدو أفيناتي
- 2010: سيلفيا أفالون (أوبرا بريما)
- 2011: مارجريت مازانتيني وأوريليو بيكا وساندرو فيرونيسي
- 2012: ماريا باولا كولومبو (أوبرا بريما)
- 2013: ماركو بالزانو
- 2014: سيباستيانو فاسالي
- 2015: جورجيو باتريزي
- 2016: جوناثان كو
- 2018: أندريا مورو

### سوبر فلايانو للأدب
- 1991: جون بانفيل
- 1992: خوسيه ساراماغو
- 1993: لويس سيبولفيدا
- 1994: جوزيبي بونتيجيا
- 1995: دانييل ديل جيوديس
- 1996: ابراهام ب. يهوشوا
- 1997: كارلو سغورلون
- 1998: أندريا كاميليري
- 1999: إدويدج دانتيكات
- 2000: خافيير مارياس ، فابريزيا راموندينو
- 2001: روبرتو بازي
- 2002: بير أولوف إنكويست
- 2003: جون كرولي
- 2004: باولو دي ستيفانو
- 2005: رافاييل نيجرو
- 2006: رافاييل لا كابريا
- 2008: أليس مونرو
- 2009: إيرالدو أفيناتي
- 2011: ساندرو فيرونيسي

### جائزة الشعر
- 1986: ماريا لويزا سبازياني
- 1987: لوسيانو لويزي
- 1988: إليو فيليبو أكروكا
- 1989: بيترو سيماتي ، فيفيان لامارك ، بينيتو سابلون
- 1990: إدواردو ألبيناتي ، داريو بيليزا ، فيكو فاجي
- 1991: رينزو بارساتشي ، إيزابيلا سكالفارو ، ماسيمو سكرانيلي
- 1992: ماركو جوزي ، لوتشيانو رونكالي ، ماريو تروفيلي
- 1993: أتيليو بيرتولوتشي ، سيزار فيفالدي ،
- 1994: بييرو بيجونجياري
- 1995: شيموس هيني
- 1996: إيف بونيفوي
- 1997: ميروسلاف هولوب
- 1998: لورانس فيرلينجيتي
- 1999: يانغ ليان
- 2000: ديريك والكوت
- 2001: تشارلز توملينسون
- 2002: أدونيس

### جائزة الدراسات الإيطالية
- 2002: دانييلا أمسالم ، بيتر كون ، إينا أوسيللاتشين ، جوانا أوغنيوسكا
- 2003: جينيت هيري ، ملادين ماتشيدو ، ميليسنت ماركوس ، إيرمجارد شارولد
- 2004: سماراندا براتو إليان ، مارسيل شنايدر ، تيبور زابو ، مينورو تانوكورا
- 2005: فيديريكا برونوري ديجان ، جيرارد مارينو ، ريتا مارنو
- 2006: لاريسا ج.ستيبانوفا ، أرييل راثاوس ، لوسيا ري إي بول فانجليستي
- 2007: تيودوليندا باروليني ، عادل السيوي ، داغمار ريتشارت
- 2008: ميشيل أندريف ، لورا بينيديتي ، أنجيلا بارويغ وتوماس شتاودر
- 2009: ستيفانو فوغلبيرج روتا ، مارجريتا هاير كابوت ، ثيان شيجانج
- 2010: ياسوكو ماتسوموتو ، جوزيف بال ، ستانيسلاو بوغليس
- 2011: ماريسا تروبيانو ، لورا لاهدينسو ، جيري سبيتشكا
- 2012: إدوارد غولدبرغ ، فيليب كوك ، ألفريد نوي
- 2013: كونراد أيزنبيشلر ، جوزيف فاريل ، أوغسطين طومسون
- 2014: جيو فاسيلي ، سانيا رويتش ، باربرا كورناكا
- 2015: أولي ماير
- 2016: فرناندا إليسا برافو هيريرا ، أرماندو ماجي ، ميريام أورافكوف

### جائزة خاصة
- 1999: فيتوريو إميلياني
- 2001: إمري كيرتيس
- 2005: وول سوينكا
- 2006: أنطونيو سكارميتا
- عرض تقديمي خاص لكل عام 2010 ديلا ناسيتا دي إنيو فلايانو: روبرتو سافيانو ، لكل معنويات وفيرة و l'impegno etico della sua opera. Tonino Guerra ، Poeta e Scittore di Cinema
- 2012: حسين محمود (Premio speciale di italianistica)
- عام 2013 خاص لكل 40 درجة: Adonis per la poesia. Jaroslaw Mikolaiewski per la Cultura Italiana nel Mondo. سلفاتور سيتيس

## روابط خارجية
- المعهد الثقافي الإيطالي بواشنطن